# Tomáš Paul
Tomáš Paul (Praga, Checoslovaquia, 3 de abril de 1988) es un deportista checo que compite en curling. Está casado con la jugadora de curling Zuzana Hájková.
Ganó una medalla de bronce en el Campeonato Mundial de Curling Mixto Doble de 2013. Participó en los Juegos Olímpicos de Pekín 2022, ocupando el sexto lugar en la prueba de mixto doble.

## Palmarés internacional
| Campeonato Mundial Mixto Doble | Campeonato Mundial Mixto Doble | Campeonato Mundial Mixto Doble | Campeonato Mundial Mixto Doble |
| Año                            | Lugar                          | Medalla                        | Prueba                         |
| ------------------------------ | ------------------------------ | ------------------------------ | ------------------------------ |
| 2013                           | Fredericton (Canadá)           | Medalla de bronce              | Mixto doble                    |